# Dětřich II. z Auerspergu
Dětřich II. z Auerspergu (německy Dietrich II Graf von Auersperg, Herr zu Schönberg, slovinsky Ditrih II. Turjački, 2. června 1578 – 25. srpna 1634, Lublaň) byl rakouský šlechtic z kraňského rodu Auerspergů, od roku 1604 pán na Schönburgu a od roku 1630 hrabě z Auerspergu.

## Životopis
Narodil se jako třetí syn svobodného pána Kryštofa II. z Auerspergu (1550–1592) a jeho první manželky paní Anny z Maltzanu († 1583), dcery svobodného pána Bernarda z Maltzanu. Jeho děd byl chorvatský generál, velitel senjské pevnosti Herbert VIII. z Auerspergu (1528–1575), jehož manželkou byla Marie Kristýna ze Spaur-Flavonu († 1575), dcera Oldřicha ze Spauru, dědičného tyrolského pohárníka.
Dětřichův otec se podruhé oženil 12. února 1589 v Lublani s Alžbětou z Tannhausenu (asi 1558–1595).

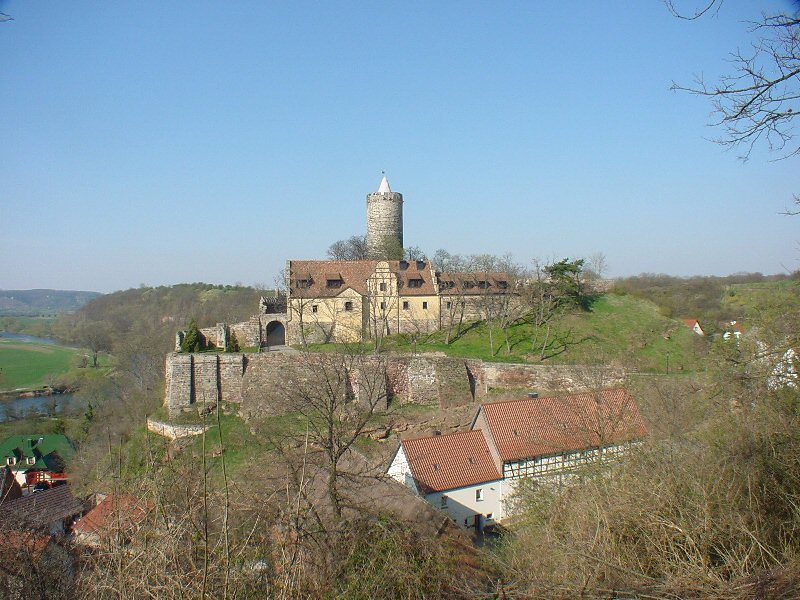
Hrad Schönburg na řece Sále

Dětřich II. z Auerspergu byl dědičný maršál a komoří v Kraňsku a komorník císařů Matyáše a Ferdinanda II. On a jeho synovec Jan (Hanuš) Ondřej II. z Auerspergu (1615–1664), syn jeho bratra Herberta XII. z Auerspergu (1574–1668), pána na Schönburgu, byli povýšeni 11. září 1630 na říšském sněmu v Řezně do stavu dědičných říšských hrabat.
Po vymření kadetské rodové větve v roce 1604 zdědil panství Schönburg.
V roce 1606 táhl Dětřich II. z Auerspergu pod velením hraběte Maxmiliána z Trauttmansdorffu proti Benátkám, kde se poprvé setkal s Albrechtem z Valdštejna, pozdějším generalissimem a frýdlantským vévodou.
Dětřich II. z Auerspergu zemřel 25. srpna 1634 v Lublani ve věku 56 let. Jeho syn Jan Vajkart z Auerspergu se stal v roce 1653 prvním knížetem z Auerspergu a knížetem minsterberským a frankenštejnským.

### Manželství a potomstvo

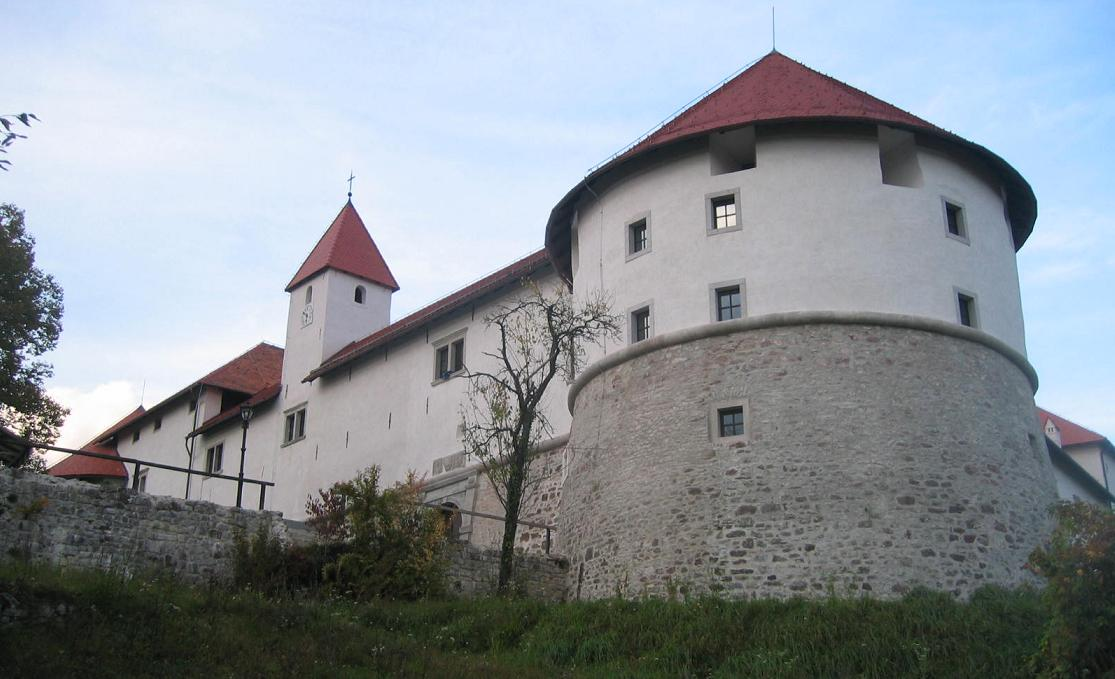
Hrad Auersperg / „Turjak“

Dětřich II. z Auerspergu 8. dubna 1609 ve Štýrském Hradci se oženil s hraběnkou Sidonií Gallovou z Gallenstein-Grafenwegu, dceru hraběte Kosmase Galla z Gallenstein-Grafenwegu a Felicitas Höferové z Höfleinu. Z jajich manželství se narodilo pět synů:
- Wolf/Wolfgang Engelbrecht z Auerspergu (30. října 1610 – 28. dubna 1673, Lublaň), hrabě z Gotschee
- Jan Kryštof (*/† 1612)
- Herbert z Auerspergu (8. listopadu 1613 – 6. března 1668), hrabě, pán na Schönburgu, 10. října 1649 se v Lichtenwaldu oženil s Annou Alžbětou z Moskon-Gurkfeldu († 1677)
- Jan Weickhard z Auerspergu (11. března 1615, zámek Seisenberg – 11. listopadu 1677, tamtéž), 1653 1. kníže z Auerspergu, vévoda (kníže) minsterberský a frankenštejnský, dne 31. ledna 1654 se ve Vídni oženil s hraběnkou Marií Kateřinou z Losensteinu (1635 – 1691)
- Jan Vilém (*/† 1618)